# Adolf von Knigge

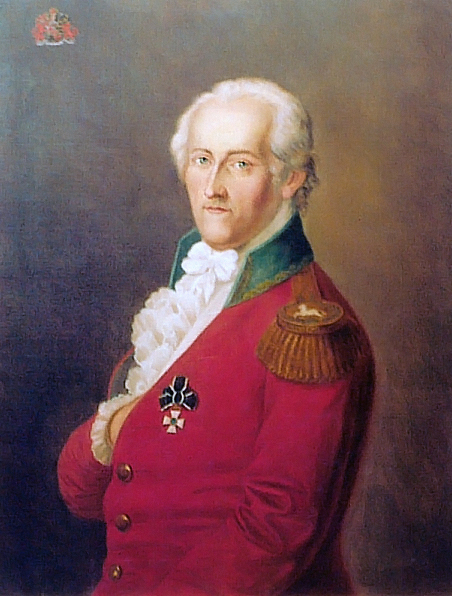
Freiherr Adolph Knigge.

Freiherr Adolph Franz Friedrich Ludwig Knigge nasceu em 16 de outubro de 1752 e faleceu no dia 6 de maio de 1796; foi um escritor alemão maçon e um dos membros fundadores dos illuminati da Baviera.

## Biografia
Knigge nasceu em Bredenbeck (atualmente parte de Wennigsen, Baixa Saxónia) do eleitorado de Hanôver como um membro da baixa nobreza. Estudou Direito entre 1769 e 1772 em Göttingen, onde se tornou um membro do Corpo de Hannover. Teria sido iniciado na Maçonaria em 1772, em Kassel, região onde ocupou o cargo de Conselheiro do Tribunal de guerra e Ministro das Finanças. Em 1777, se tornou camareiro-mor na corte de Weimar. 
Em 1780, se juntou a outro jovem chamado Adam Weishaupt para criar os Illuminati. A influência de Knigge para a ordem foi de grande importância e seu trabalho com os Illuminati deu ao grupo uma grande publicidade graças as suas relações que foram utilizadas para propagá-lo por muitos países na Europa. Mas em 1783 dissensões surgiram entre Knigge e Weishaupt, que resultou na sua retirada definitiva da ordem em 1° de julho de 1784. Knigge não podia mais suportar Weishaupt e seu domínio pedante, que freqüentemente assumiu formas ofensivas. Ele acusou Weishaupt de "jesuitismo", Weishaupt foi acusado de ser um "jesuíta disfarçado" (Nachtr., I, 129).  
Após um período de grave doença o levou à perda do apoio de seus patrocinadores aristocrátas e, finalmente, a sua fortuna. Entretanto, Knigge encontrou uma situação de estabilidade financeira, mais uma vez com uma posição em Bremen em 1790. 
Embora mundialmente é lembrado como um conspirador e durante algum tempo como o melhor amigo e sócio de Adam Weishaupt, na Alemanha, Knigge é mais lembrado pelo seu livro Über den Umgang mit Menschen (Em Relações Humanas), um tratado dos princípios fundamentais das relações humanas que tem a reputação de ser o guia oficial de comportamento, educação e etiqueta. O trabalho é de fato mais que um tratado sociológico e filosófico sobre a base das relações humanas de uma forma como a guia de etiqueta. No entanto, o termo alemão "Knigge" passou a significar "boas maneiras" ou livros sobre etiqueta. 